# Emico Carlos de Leiningen
El Príncipe Emico Carlos de Leiningen (en alemán: Emich Carl Fürst zu Leiningen; 27 de septiembre de 1763 - 4 de julio de 1814) fue un noble alemán miembro de una antigua familia soberana del Sacro Imperio Romano Germánico. 
Era el cuarto hijo, y único varón, del conde Carlos Federico Guillermo de Leiningen y su esposa la condesa Cristina Guillermina de Solms-Rödelheim-Assenheim.
El 3 de julio de 1779 su padre es creado príncipe del Sacro Imperio Romano Germánico, con lo cual Emico Carlos se convierte en príncipe heredero de Leiningen.
El principado hereditario de Leiningen en el Palatinado lo perdió su padre en 1801 a raíz de las guerras napoleónicas cuando se vio privado de sus tierras de la margen izquierda del Rin ante Francia; pero en 1803 fue ampliamente compensado por aquellas pérdidas con nuevos territorios soberanos ubicados en Baden, Baviera y Hesse, con capital en Amorbach, Baviera.
A los pocos años perdió su soberanía en 1806 debido al proceso de mediatización de la mayoría de los pequeños principados y condados independientes del Sacro Imperio. 
En 1807 heredó a su padre en el título y posesiones.

## Matrimonios

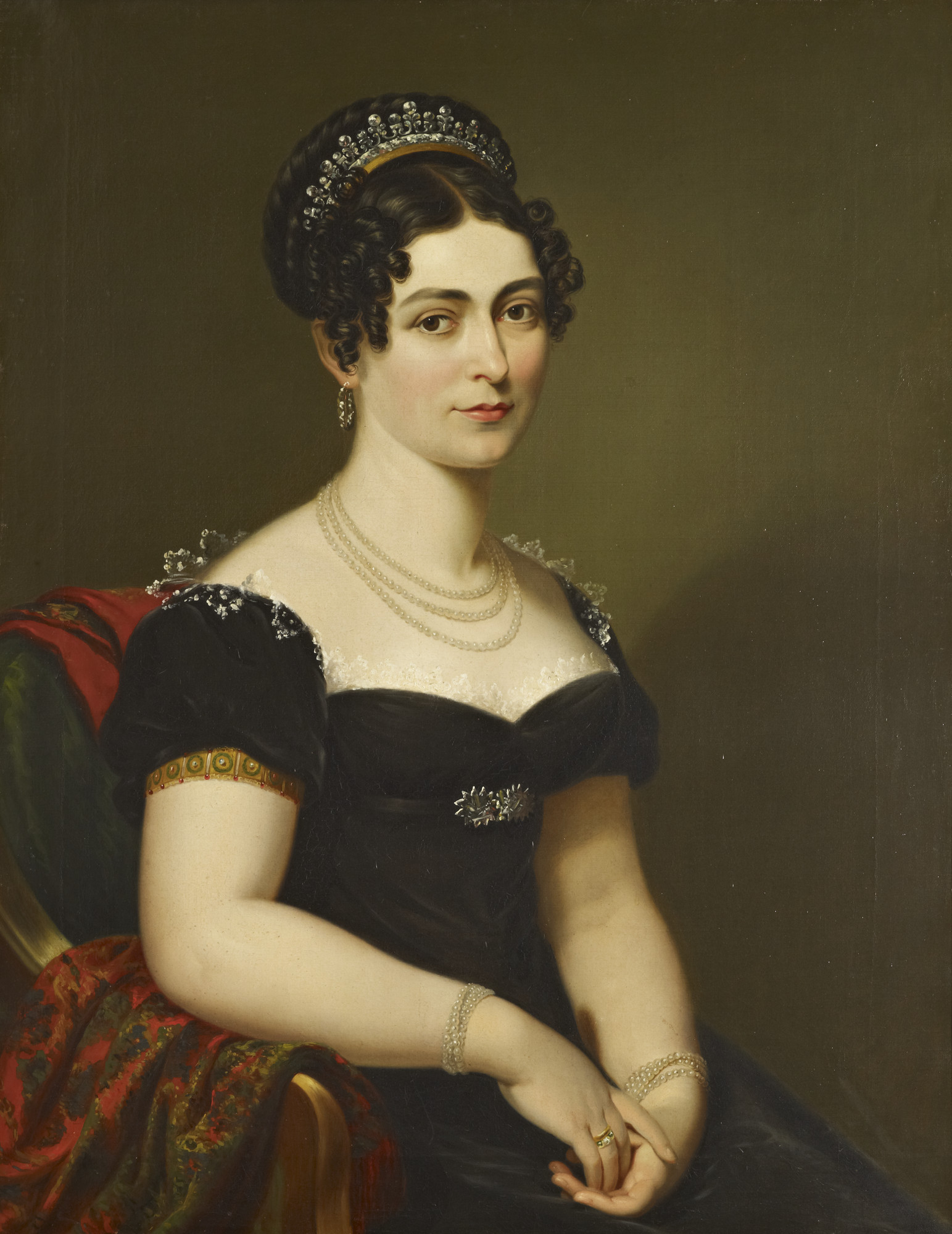
Victoria de Sajonia-Coburgo-Saalfeld, su segunda esposa, conocida por ser madre de la reina Victoria I.

Emico Carlos se casó el 4 de julio de 1787 en primeras nupcias con Enriqueta de Reuss-Ebersdorf, hija menor de Enrique XXIV de Reuss-Ebersdorf y de la condesa Carolina de Erbach-Schönberg, pero ella murió el 3 de septiembre de 1801.
Esta unión tuvo sólo un hijo:
- Federico Carlos (1 de marzo de 1793 - 22 de febrero de 1800) murió siendo niño.

Viudo, Emico Carlos se casó por segunda vez el 21 de diciembre de 1803 con Victoria de Sajonia-Coburgo-Saalfeld, cuarta hija del duque Francisco de Sajonia-Coburgo-Saalfeld y Augusta de Reuss-Ebersdorf. Con ella tuvo dos hijos:
- Carlos Federico, Príncipe de Leiningen (1804-1856), su sucesor.
- Princesa Feodora de Leiningen (1807-1872), media hermana de la reina Victoria I, se casó con Ernesto I de Hohenlohe-Langenburg.

## Muerte y sucesión
Emico Carlos murió en Amorbach el 4 de julio de 1814 y fue sucedido por Carlos Federico, el primer hijo de su segundo matrimonio.
Su viuda Victoria de Sajonia-Coburgo-Saalfeld fue madre de la reina Victoria I del Reino Unido, pues se unió en segundas nupcias con el duque Eduardo de Kent, quinto hijo de Jorge III.